# بكيللينات
البكيللينات (الاسم العلمي: Poecilioidea) هي فوق فصيلة من الأسماك تتبع رتيبة البطحيشيات من رتبة بطحيشيات الشكل.

## التصنيف
- البكيلليات
  - البكيللاوات
    - المولي